# Sandrabatis
Sandrabatis is een geslacht van vlinders van de familie snuitmotten (Pyralidae), uit de onderfamilie Phycitinae.

## Soorten
- S. crassiella Ragonot, 1893
- S. phaeella Hampson, 1903